# 切埃马
切埃马（Cheema），是印度旁遮普邦Sangrur县的一个城镇。总人口9347（2001年）。

## 人口
该地2001年总人口9347人，其中男性4954人，女性4393人；0—6岁人口1270人，其中男714人，女556人；识字率44.61%，其中男性为48.10%，女性为40.68%。